# Atopopus edmundsi
Atopopus edmundsi is een haft uit de familie Heptageniidae. De wetenschappelijke naam van de soort is voor het eerst geldig gepubliceerd in 1995 door Wang & McCafferty.
De soort komt voor in het Oriëntaals gebied.